# 부산광역시남부교육지원청
부산광역시남부교육지원청(釜山廣域市南部敎育支援廳, Busan Nambu Office of Education)은 부산광역시 남구, 동구, 부산진구를 관할하는 부산광역시교육청 산하의 교육지원청이다.
교육장은 장학관으로 보한다.

## 산하기관

### 남구
초등학교
| - 대남초등학교 - 대연초등학교 - 대천초등학교 - 동천초등학교 - 동항초등학교 | - 문현초등학교 - 백운초등학교 - 분포초등학교 - 석포초등학교 - 성동초등학교 | - 성천초등학교 - 신연초등학교 - 연포초등학교 - 오륙도초등학교 - 용당초등학교 | - 용문초등학교 - 용산초등학교 - 용소초등학교 - 용호초등학교 - 우암초등학교 - 운산초등학교 |

중학교
| - 감만중학교 - 남천중학교 - 대연중학교 - 대천중학교 | - 동항중학교 - 문현여자중학교 - 분포중학교 - 석포여자중학교 | - 성동중학교 - 오륙도중학교 - 용문중학교 | - 용호중학교 - 해연중학교 |

### 동구
초등학교
| - 동일중앙초등학교 - 범일초등학교 | - 성남초등학교 - 수성초등학교 | - 수정초등학교 - 좌성초등학교 | - 초량초등학교 |

중학교
| - 경남여자중학교 - 금성중학교 | - 부산동여자중학교 - 부산서중학교 | - 부산중학교 - 선화여자중학교 |

### 부산진구
초등학교
| - 가남초등학교 - 가산초등학교 - 가야초등학교 - 가평초등학교 - 개금초등학교 - 개림초등학교 - 개원초등학교 - 개포초등학교 - 개화초등학교 | - 당감초등학교 - 당평초등학교 - 동성초등학교 - 동양초등학교 - 동원초등학교 - 동평초등학교 - 부산진초등학교 - 부암초등학교 - 부전초등학교 - 선암초등학교 | - 성북초등학교 - 성서초등학교 - 성전초등학교 - 성지초등학교 - 양동초등학교 - 양성초등학교 - 양정초등학교 - 연지초등학교 - 연학초등학교 | - 전포초등학교 - 주례초등학교 - 주원초등학교 - 초읍초등학교 |

중학교
| - 가야여자중학교 - 개금여자중학교 - 개림중학교 - 광무여자중학교 - 덕명여자중학교 | - 동양중학교 - 동의중학교 - 동평여자중학교 - 동평중학교 - 부산개성중학교 | - 부산국제중학교 - 부산동중학교 - 부산진여자중학교 - 부산진중학교 - 서면중학교 | - 양동여자중학교 - 초연중학교 - 초읍중학교 - 항도중학교 |

## 같이 보기
- 대한민국 교육부